# Ricardo Montero
Ricardo Montero (San José, 6 maart 1986) is een Costa Ricaans voetbalscheidsrechter. Sedert 2011 is hij interlandscheidsrechter, aangesloten bij wereldvoetbalbond FIFA.

## Carrière
Nadat Montero een vaste waarde was in de groep scheidsrechters van de Costa Ricaanse voetbalcompetitie, kreeg hij in het seizoen 2013/14 de kans om op te treden als scheidsrechter tijdens internationale clubwedstrijden van de CONCACAF Champions League. In dat toernooi kreeg hij, in de groepsfase, twee wedstrijden toebedeeld. Zijn debuutwedstrijd was het duel tussen Real Estelí tegen CD Olimpia (eindstand 0–1).
Montero moest tot 2015 wachten op een kans om op interlandniveau een wedstrijd te leiden. Die kans kreeg hij tijdens de CONCACAF Gold Cup 2015, waar Montero voor twee interlands werd aangesteld. Naast een wedstrijd in de groepsfase mocht Montero ook de halve finale tussen de Verenigde Staten en Jamaica leiden. Hetzelfde jaar leidde hij ook de vriendschappelijke interland tussen de Verenigde Staten en het Mexicaans voetbalelftal  (2–0).
Het jaar 2016 volgde in grote lijnen het niveau van de voorgaande jaren. In 2017 volgden opnieuw enkele uitschieters. Naast een kwartfinale in de CONCACAF Champions League maakte Montero opnieuw zijn opwachting in de CONCACAF Gold Cup 2017. Ook daar mocht hij een kwartfinale leiden, namelijk Jamaica tegen Canada (2–1) Eind 2017 was Montero als arbiter aanwezig tijdens het wereldkampioenschap voetbal onder 17. Daar kreeg hij, naast een wedstrijd in de groepsfase en een wedstrijd in de achtste finales, de wedstrijd om de derde plaats toebedeeld tussen Brazilië en Mali (2–0).
Op 26 maart 2018 maakte wereldvoetbalbond FIFA bekend dat Montero een van de scheidsrechters zou zijn op het wereldkampioenschap voetbal 2018 in Rusland. Voor Montero betekende dat zijn WK-debuut. Op 18 april 2018 leidde Montero de finale van de CONCACAF Champions League 2017/18 tussen het Canadese Toronto FC en de Mexicaanse club CD Guadalajara (eerste wedstrijd van tweeluik, 1–2). Op het wereldkampioenschap voetbal in Rusland leidde Montero geen wedstrijden.

## Interlands
| Datum            | Wedstrijd                             | Uitslag | Competitie           | Kreeg geel | Weggestuurd |
| ---------------- | ------------------------------------- | ------- | -------------------- | ---------- | ----------- |
| 29 maart 2015    | Bermuda – Bahama's                    | 3 – 0   | Kwalificatie WK 2018 | 2          | 0           |
| 16 april 2015    | Verenigde Staten – Mexico             | 2 – 0   | Vriendschappelijk    | 0          | 0           |
| 10 juli 2015     | Verenigde Staten – Haïti              | 1 – 0   | CONCACAF Gold Cup    | 0          | 0           |
| 22 juli 2015     | Verenigde Staten – Jamaica            | 1 – 2   | CONCACAF Gold Cup    | 0          | 0           |
| 9 september 2015 | El Salvador – Curaçao                 | 1 – 0   | Kwalificatie WK 2018 | 4          | 0           |
| 30 maart 2016    | Honduras – El Salvador                | 2 – 0   | Kwalificatie WK 2018 | 4          | 0           |
| 7 juni 2016      | Panama – Bolivia                      | 2 – 1   | Copa América         | 7          | 0           |
| 7 september 2016 | Verenigde Staten – Trinidad en Tobago | 4 – 0   | Kwalificatie WK 2018 | 3          | 0           |
| 16 november 2016 | Panama – Mexico                       | 0 – 0   | Kwalificatie WK 2018 | 3          | 0           |
| 13 januari 2017  | Honduras – Nicaragua                  | 2 – 1   | Copa Centroamericana | 5          | 0           |
| 14 juli 2017     | Mexico – Jamaica                      | 0 – 0   | CONCACAF Gold Cup    | 3          | 0           |
| 21 juli 2017     | Jamaica – Canada                      | 2 – 1   | CONCACAF Gold Cup    | 2          | 0           |
| 3 september 2017 | Canada – Jamaica                      | 2 – 0   | Vriendschappelijk    | 1          | 1           |